# Вердиев, Фикрет Сулейман оглы
Вердиев Фикрет Сулейман оглы (2 сентября 1947, Кировабад — 22 декабря 2022, Баку) — народный артист Азербайджана (2014), Персональный пенсионер Президента Азербайджанской Республики (с 2022 года).

## Жизнь и деятельность
Фикрет Сулейман оглы Вердиев родился 2 сентября 1947 года в городе Гянджа. Несмотря на отсутствие музыкальных традиций в семье, ещё с самого маленького возраста у Фикрета появилось интерес к искусству. В 1957 году он начал обучение в музыкальной школе № 1 в Гяндже. После окончания школы в 1962 году поступил в Гянджинское среднее музыкальное училище имени Кямала Мамедкулизаде на факультет тара. В дальнейшем возглавил различные самодеятельные коллективы в Гяндже.
В возрасте 13 лет Фикрет выступал на сцене как сольный исполнитель и руководил ансамблями. В 1960 году он возглавил коллектив в рамках фестиваля пионерских и школьных палат Гянджи и Дашкесана. В 1966 году окончил музыкальное училище и поступил в Азербайджанскую Государственную Консерваторию имени Узеира Гаджибекова на факультет тара-дирижирование и халк ифачысы. Учился в классе Адила Герая.
В 1969 году Фикрет Вердиев объединил гянджинских музыкантов и артистов, создав на основе общественных начал ансамбль «Гёй гёл» народных музыкальных инструментов. Самоблагодаря этому ансамблю Фикрет приобрёл широкую известность как внутри страны, так и за её пределами.
После окончания консерватории Фикрет Вердиев продолжил свою деятельность как руководитель ансамбля и преподаватель в Гянджинском училище искусств имени Кямала Мамедкулизаде. В 1977 году «Гёй гёл» получил статус государственного ансамбля.
В 1982 году Зейнаб Ханларова пригласила Фикрета Вердиева стать концертмейстером своего ансамбля. Совместно они прославили азербайджанскую культуру в более чем 40 странах мира. В 1987 году Фикрет Вердиев был удостоен звания заслуженного артиста.
В 1990 году на базе ансамбля Фикрета Вердиева была создана Гянджинская государственная филармония. Он также создал ансамбль «Нефтяник» при Нефтеперерабатывающем заводе. Фикрет Вердиев также являлся известным педагогом и музыкальным деятелем.
В 2022 году Фикрет Вердиев был награжден персональной пенсией Президента Республики Азербайджан за вклад в развитие культуры страны.

## Семейная жизнь
Фикрет Вердиев состоял в браке с дочерью Хана Шушинского Бейимханум Джаваншировой. У них трое детей и четверо внуков.